# NGC 2427

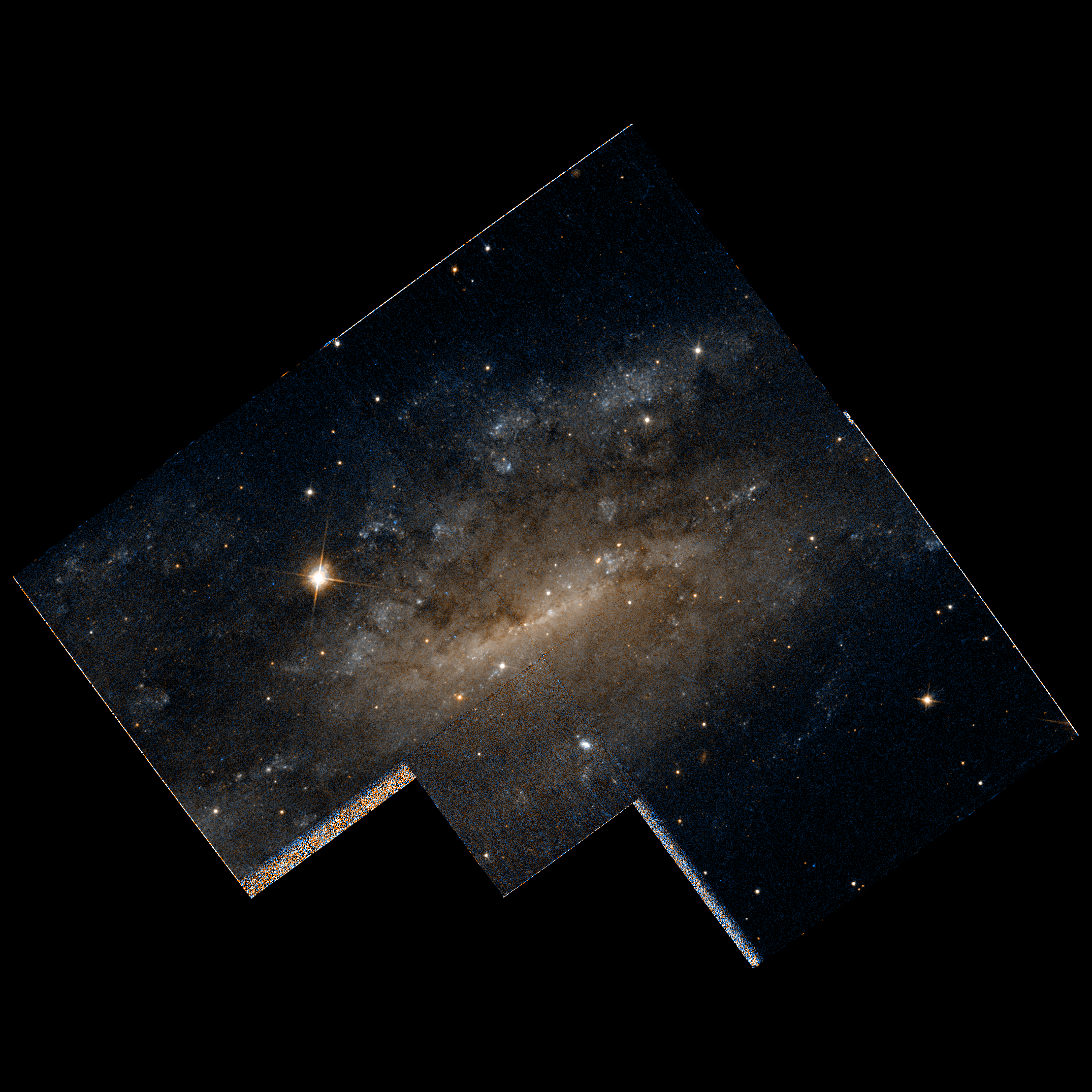
NGC 2427 par le télescope spatial Hubble.

NGC 2427 est une galaxie spirale intermédiaire de type magellanique située dans la constellation de la Poupe. NGC 2427 a été découverte par l'astronome britannique John Herschel en 1835.

## Caractéristiques
Sa vitesse par rapport au fond diffus cosmologique est de 1 151 ± 13 km/s, ce qui correspond à une distance de Hubble de 17,0 ± 1,2 Mpc (∼55,4 millions d'al).
À ce jour, 22 mesures non basées sur le décalage vers le rouge (redshift) donnent une distance de 10,830 ± 1,483 Mpc (∼35,3 millions d'al), ce qui est à l'extérieur mais compatible avec les valeurs de la distance de Hubble. Puisque cette galaxie est relativement rapprochée du Groupe local, il est probable que cette valeur soit plus près de la distance réelle de NGC 2427. Notons que c'est avec la valeur moyenne des mesures indépendantes, lorsqu'elles existent, que la base de données NASA/IPAC calcule le diamètre d'une galaxie.
La classe de luminosité de NGC 2427 est IV-V et elle présente une large raie HI.

## Groupe de NGC 2427
La galaxie NGC 2427 ainsi que les galaxies NGC 2502, PGC 21293 (ESO 208-21), PGC 21466 (ESO 208-33) et PGC 22338 (ESO 209-9) font partie du groupe de NGC 2427.